# Brandschutzplatte
Als Brandschutzplatte werden verschiedene Arten von Trockenbauplatten bezeichnet, die im Brandfall die Feuerwiderstandsdauer von Raumabschlüssen (Wände, Decken), Installationsschächten, Lüftungskanälen, Anlagen der Gebäudetechnik und anderen Bauteilen sicherstellen sollen.
Die meisten Brandschutzplatten enthalten Fasern aus einem brennbaren (Zellulose) oder unbrennbaren Material (Glasfasern, Hochtemperaturwolle), um die Stabilität zu erhöhen.
Zur flächigen Beplankung von Wänden und Decken werden häufig Gipskartonplatten mit Feuerwiderstand (GKF-Platten) mit einer Stärke von 12,5 bis 25 mm verwendet. Dies sind Gipskartonbauplatten (GKB-Platten), die besonders ausgerüstet wurden, um im Brandfall über einen definierten Zeitraum ihre Form zu behalten. Das im Gips gebundene Kristallwasser verdunstet bei höheren Temperaturen und kühlt die Platte. Gipskarton-Brandschutzplatten sind zur Kennzeichnung meist in roter Farbe beschriftet.
Zur Herstellung von Lüftungskanälen, Verkofferungen von technischen Bauteilen und anderen kleinteiligeren Beplankungen werden Gipsfaserplatten oder Calciumsilikat-Platten in Stärken von etwa 20 bis 50 mm verwendet. Der größere Faseranteil dieser Platten erlaubt ein Verschrauben nahe dem Rand sowie in die Stirnseiten (Schnittkanten), ohne dass sich die Plattenkante spaltet oder bricht. Auch verbessert der Faseranteil die Haftung von Klebstoffen.
Platten, die nicht mit Gips gebunden sind, enthalten häufig Calciumsilicat (oder Calciumsilicathydrat) als Bindemittel. Brandschutzplatten für spezielle Anwendungen können Aluminiumhydroxid oder andere Flammschutzmittel enthalten. Brandschutzplatten, die für den Schiffbau zertifiziert sind, eignen sich in der Regel auch für viele Anwendungen im Bauwesen.